# (500507) 2012 TP287
(500507) 2012 TP287 es un asteroide perteneciente al cinturón de asteroides, descubierto el 9 de octubre de 2007 por el equipo del Spacewatch desde el Observatorio Nacional de Kitt Peak, Arizona, Estados Unidos.

## Designación y nombre
Designado provisionalmente como 2012 TP287.

## Características orbitales
2012 TP287 está situado a una distancia media del Sol de 3,022 ua, pudiendo alejarse hasta 3,456 ua y acercarse hasta 2,587 ua. Su excentricidad es 0,143 y la inclinación orbital 12,75 grados. Emplea 1918,92 días en completar una órbita alrededor del Sol.

## Características físicas
La magnitud absoluta de 2012 TP287 es 16,6. 